# De små skibe ved Dunkerque
De små skibe ved Dunkerque var betegnelsen for 700 private både over 30 fod drevet for motor, der sejlede fra Ramsgate i England til Dunkerque i Frankrig for at hjælpe til ved evakueringen af de allierede styrker der. Operation Dynamo, som evakueringen blev kaldt, foregik i perioden mellem den 26. maj og den 4. juni 1940, og over 330.000 tropper blev evakueret. 
De allierede tropper var blevet afskåret fra at trække sig tilbage til Frankrig af en knibtangsmanøvre fra den tyske hær, og blev af den britiske premierminister Winston Churchill betragtet som det største militære nederlag for den britiske hær i århundreder, og det så ud til at det ville føre til det britisk nederlag i krigen, da det efterlod Storbritannien åbent for en invasion fra Nazityskland. På grund af det lave vand kunne britiske destroyere ikke nå ind til strandene og soldaterne måtte vade ud til krigsskibene. Mange tilbragte mange timer i vand til skuldrene. 
Den 27. maj ringede små-båds afdelingen af det britiske ministerium for skibsfart til bådebyggere langs kysten og bad dem om at samle alle både med lav dybgang, som kunne sejle i lavt vand. Der blev peget på fritidsbåde, private sejlbåde og motorbåde der lå tøjret ved Themsen og langs englands syd- og østkyst. Nogle af dem blev hentet med ejerens tilladelse – og med ejere som insisterende på at sejle dem – mens andre blev rekvireret af regeringen uden at der var tid til at kontakte ejerne. Bådene blev kontrolleret for sødygtighed og blev derpå tanket op og ført til Ramsgate for at sejle til Dunkerque. 
Da de nåede til Frankrig blev nogle af bådene sat til at sejle frem og tilbage mellem strandene og destroyerne, der lå på dybt vand, med soldater. Andre færgede hundreder af soldater pakket som sardiner tilbage til Ramsgate, mens de var beskyttet fra luften af Royal Air Force, da Luftwaffe forsøgte at angribe skibene fra luften. I løbet af 9 dage blev 192.226 britiske og 139.000 franske soldater — i alt 331.226 — reddet af de 700 små skibe og omkring 220 krigsskibe. Redningsoperationen betød, at en militær katastrofe blev ændret til en historie om heltemod, som hjalp med til at bære de britiske styrker og det britiske folk gennem krigen. Det var under behandlingen af denne operations succes i Underhuset den 4. juni 1940, at Churchill holdt en af sine mest berømte taler: 
| Citat | Vi vil fortsætte til det er slut, vi vil kæmpe i Frankrig, vi vil kæmpe på søer og have, vi vil kæmpe med stigende selvsikkerhed og stigende styrke i luften, vi vil forsvare vor ø, uanset hvad det kommer til at koste, vi vil kæmpe på strandene, vi vil kæmpe på landingspladserne, vi vil kæmpe på markerne og i gaderne, vi vil kæmpe i bjergene. Vi vil aldrig overgive os ... | Citat |
|       | |       |

Video af Churchill's tale Arkiveret 28. juli 2015 hos  Wayback Machine
Begrebet "ånden fra Dunkerque" bruges stadig til at beskrive mod og solidaritet i modgang.

## Notes
1. ↑  "PRELUDE TO OPERATION DYNAMO". THE ASSOCIATION OF DUNKIRK LITTLE SHIPS. 9. januar 2023.
2. ↑  Birkett, Peter. En gang til til stranden efter skibe der reddede en arme" Arkiveret 4. december 2008 hos  Wayback Machine, The Independent, 3. juni 2000.
3. 1 2  "History" Arkiveret 28. december 2008 hos  Wayback Machine, The Association of Dunkirk Little Ships, hentet 1. april 2008.
4. ↑  Safire, William. Lend Me Your Ears: Great Speeches in History. W. W. Norton & Company, 2004, p. 146.
5. ↑  "Sundowner" Arkiveret 4. december 2008 hos  Wayback Machine, The Association of Dunkirk Little Ships, hentet 1. april 2008.
6. ↑  "List of ships" Arkiveret 19. december 2008 hos  Wayback Machine, The Association of Dunkirk Little Ships, hentet 1. april 2008.
7. ↑  Churchill, Winston. "We shall fight on the beaches", House of Commons, 4. juni 1940.
8. ↑  Knowles, David J. "The 'miracle' of Dunkirk" Arkiveret 13. januar 2009 hos  Wayback Machine, BBC News, 30. maj 2000.

## Yderligere læsning
- The Association of Dunkirk Little Ships Arkiveret 28. december 2008 hos  Wayback Machine.
- Hjuldamperen "Medway Queen", med tilnavnet "Heroine of Dunkirk" Arkiveret 1. november 2020 hos  Wayback Machine.
- 52' Express Cruiser "Breda", tidligere kaldet "Dab II" Arkiveret 21. september 2017 hos  Wayback Machine.
- Knowles, David J. Escape From Catastrophe, 1940 Dunkirk. Knowles Publishing, 2000.